# 坂本信幸
坂本 信幸（さかもと のぶゆき、1947年3月26日 - ）は、日本の国文学者・歌人。専門は上代文学、特に万葉集の研究。奈良女子大学名誉教授。高岡市万葉歴史館名誉館長。高知県出身。

## 略歴
1947年3月26日生まれ。1969年天理大学文学部国文学国語学科卒業。1972年同志社大学大学院文学研究科修士課程国文学専攻修了。1980年4月大谷女子大学専任講師となり、同助教授を経て、1990年4月奈良女子大学助教授に転任、1995年４月奈良女子大学教授に昇任、2006年4月奈良女子大学大学院教授となり、2006年から奈良女子大学附属図書館長を併任、2010年3月定年退職（奈良女子大学国語国文学会刊『叙説』「坂本教授退休記念」第37号参照）。2011年より高岡市万葉歴史館館長。2023年3月館長辞職。2023年4月より高岡市万葉歴史館名誉館長。
萬葉学会代表（2011 - 2013年、2015 - 2017年）。上代文学会理事（1990 - 2017年）。美夫君志会理事（1997年 -2017年）。
歌人としては、岡山市の龍短歌会に所属し、小見山輝が没した2018年からは代表を務める。
2015年11月15日「坂本 信幸」という名前の利用者がこのページを作成した。本人であるかどうかは不明。また、この部分の記述は「坂本 信幸」という利用者により2022年2月36日に理由なく削除されたので、2023年9月31日に復活させた。

## 称号
- 奈良女子大学名誉教授
- 高岡市万葉歴史館名誉館長

## 役職
- 龍短歌会代表
- 万葉文化振興会代表
- 飛鳥を愛する会副会長

## 主な著作物など
著書
- 『万葉歌解』（塙書房）2020年

- 歌集『雪に恋ふ』（和泉書房）1988年

共著編・監修
- 『古代の歌と説話』（寺川真知夫他共著、和泉書院）1990年
- 『万葉事始』（毛利正守と共著、和泉書院刊）1995年
- 『セミナー万葉の歌人と作品』全12巻（神野志隆光との共同企画編集、和泉書院）1999-2005年
- 『万葉集CD-ROM版』（塙書房・木下正俊他共編）2001年
- 『万葉拾穂抄 影印翻刻（Ⅰ〜Ⅳ）』（長谷川千秋と共著、塙書房）2002-2008年
- 『万葉集索引』（木下正俊他共編、塙書房）2003年
- 『万葉びとの言葉とこころ―万葉から万葉へ』（藤原茂樹と共著、NHK出版）2009年
- 『萬葉集電子総索引（CD-ROM版）』（木下正俊他共編、塙書房）2009年
- 『NHK 日めくり万葉集』（藤原茂樹と共同監修（講談社）2008年
- 『日本全国 万葉の旅 大和篇』牧野貞之写真, 村田右富実共著（小学館）2014年
- 『日本全国 万葉の旅 西日本・東日本編』（小学館）

作詞監修奈良先端科学技術大学院大学学歌監修。大阪夕陽丘学園学歌作詞。
「万葉集校本データベース」http://www.manyou.gr.jp/SMAN_1/

## 社会的活動
- 奈良県万葉ミュージアム運営委員（1996 - 2000年）
- 飛鳥古京を守る会運営委員（2000 - 2012年）
- 奈良県立万葉文化館評議員（2001 - 2012年）
- 万葉古代学研究所審議会委員（2002 - 2012年）
- 高岡市万葉歴史館協議員（2005 - 2011年）
- 全国万葉協会顧問（2005年 -2021）
- 奈良県民栄誉賞選考委員会委員（2006 -2019年）
- 平成16年度現代的教育ニーズ取組選定委員会ペーパーレフェリー
- 平成18年度大学機関別認証評価委員
- 平成18年度現代的教育ニーズ取組選定委員会ペーパーレフェリー
- NHKハイビジョン放送「日めくり万葉集」監修（2007 -2010年 ）

ほか。